# Штриголь, Виктор Михайлович
Виктор Михайлович Штриголь (2 ноября 1905, Полтава — 3 января 1965, Алма-Ата) — советский военачальник, участник Великой Отечественной войны, Герой Советского Союза (1944). Гвардии полковник (1944). 

## Молодость и довоенная служба
Родился в семье рабочего 21 октября (2 ноября по новому стилю) 1905 года. По национальности украинец.
Окончил 3 класса средней школы № 1 в Полтаве и школу ФЗУ. До войны работал столяром на деревообделочной фабрике.
В Красной Армии с октября 1927 года. Окончил команду одногодичников в 43-м стрелковом полку 15-й Сивашской стрелковой дивизии Украинского военного округа и сразу же направлен учиться далее. Окончил 5-е Киевское военное пехотное училище имени рабочих Красного Замоскворечья в 1929 году. С сентября 1929 года — командир взвода 152-го стрелкового полка 51-й стрелковой дивизии этого же округа (Тирасполь). С декабря 1930 года служил в 75-м стрелковом полку 25-й Чапаевской стрелковой дивизии, в котором командовал взводом и ротой. Окончил танковые курсы переподготовки начальствующего состава в 1932 году. С февраля 1935 года служил в Особом железнодорожном корпусе на Дальнем Востоке: командир роты 26-го железнодорожного полка, с мая 1936 — командир роты 15-го железнодорожного полка, с января 1937 — помощник начальника 2-й части штаба 4-й железнодорожной бригады этого корпуса. В марте 1940 года был переведён в Приволжский военный округ помощником начальника штаба 90-го запасного стрелкового полка, в ноябре этого года — исполняющим должность помощника начальника штаба по строевой части 578-го запасного стрелкового полка. С мая 1941 года — заместитель командира батальона 275-го стрелкового полка 117-й стрелковой дивизии. Член ВКП(б)/КПСС с 1939 года.

## Великая Отечественная война
На фронте в Великую Отечественную войну с июня 1941 года, когда дивизия в составе 66-го стрелкового корпуса 21-й армии прибыла на Западный фронт. Затем её неоднократно передавали Центральному, Брянскому и Юго-Западному фронтам, на которых капитан Штриголь участвовал в Смоленском оборонительном сражении и в Киевской оборонительной операции. В сентябре 1941 года с полком попал в Киевский котёл, из которого сумел выйти с небольшой группой красноармейцев к Ахтырке. Там полк был расформирован, а Штриголь назначен командиром батальона 202-го стрелкового полка 81-й стрелковой дивизии (октябрь 1941 года). В составе 21-й армии участвовал в Курско-Обоянской наступательной операции в январе 1942 года, в феврале был повышен в должности до заместителя командира своего полка, а уже в марте стал командовать 323-м стрелковым полком в 81-й стрелковой дивизии. С мая 1942 года — командир 202-го стрелкового полка. На Юго-Западном и Южном фронтах принимал участие в Харьковском сражении и в Донбасской оборонительной операции. В этих сражениях попадал в окружение, с боями выходил из него и даже официально был исключён из списков РККА как пропавший без вести.
С августа 1942 года майор Штриголь — командир 914-го стрелкового полка 244-й стрелковой дивизии в 57-й армии (затем в 62-й армии) Сталинградского фронта, участвовал в оборонительном этапе Сталинградской битвы. С сентября командовал 42-й отдельной морской стрелковой бригадой, с 12 ноября — 92-й морской стрелковой бригадой 62-й армии генерала В. И. Чуйкова, бойцы которой под его командованием сражались насмерть в районе элеватора на окраине посёлка Купоросное в черте Сталинграда. Весь дальнейший боевой путь офицера прошёл в составе этой армии, которая за массовый героизм личного состава 16 апреля 1943 года директивой Ставки ВГК была преобразована в 8-ю гвардейскую армию.
В январе 1943 года остатки бригады влились в состав 39-й гвардейской стрелковой дивизии, а подполковник Штриголь был назначен командиром 112-го гвардейского стрелкового полка в этой дивизии. Окончание Сталинградской битвы полк встретил, уничтожая последние очаги сопротивления у завода «Красный Октябрь». 
С апреля 1943 года во главе полка и в рядах 8-й гвардейской армии воевал на Юго-Западном фронте (с октября 1943 года — 3-й Украинский фронт). Участвовал в Изюм-Барвенковской, Донбасской и Запорожской наступательных операциях. 
Особенно командир 112-го гвардейского стрелкового полка (39-я гвардейская стрелковая дивизия, 28-й гвардейский стрелковый корпус, 8-я гвардейская армия, 3-й Украинский фронт) гвардии подполковник Штриголь проявил боевое мастерство и личное мужество в битве за Днепр (Днепропетровская фронтовая наступательная операция). Получив приказ в ночь на 25 октября форсировать Днепр, Штриголь организовал как тщательное изучение правого берега Днепра, так и интенсивную подготовку к форсированию. Готовились переправочные средства, проверялось оружие, производилось обеспечение боезапасом.
В намеченное время полк под непрерывным пулемётно-артиллерийским огнём противника на подручных средствах форсировал реку и ворвался в населённые пункты Кайдаки и Сурско-Покровское (5 километров южнее Днепропетровска), овладел рядом опорных пунктов и надёжно обеспечил дивизию от ударов противника с фланга. На захваченный плацдарм немедленно стали переправляться основные силы дивизии. Сосредоточившись на правом берегу, дивизия перешла в наступление. Командир полка постоянно находился в рядах атакующих.
Указом Президиума Верховного Совета СССР от 19 марта 1944 года за мужество, отвагу и героизм, проявленные в борьбе с немецко-фашистскими захватчиками, гвардии подполковнику Штриголю Виктору Михайловичу присвоено звание Героя Советского Союза с вручением ордена Ленина и медали «Золотая Звезда» (№ 3162).
В ноябре 1943 года Штриголь В. М. был назначен заместителем командира, а в феврале 1944 года — командиром 39-й гвардейской стрелковой дивизии в той же армии. На этих постах принимал участие в Никопольско-Криворожской, Березнеговато-Снигирёвской и Одесской операциях. В начале июня вместе с армией прибыл в состав 1-го Белорусского фронта и там участвовал в Белорусской стратегической наступательной операции. Однако в июле 1944 года освобождён от должности с мотивировкой «ввиду слабой подготовки» и был направлен на учёбу.

## Послевоенная биография
В январе 1946 года полковник Штриголь окончил ускоренный курс Высшей военной академии имени К. Е. Ворошилова. С начала 1946 года был заместителем командира 43-й стрелковой дивизии в Приволжском военном округе (управление в г. Куйбышев), которая в июне 1946 года сокращена до 21-й отдельной стрелковой бригады (остался заместителем её командира). С июня 1951 года — заместитель командира 15-й пулемётно-артиллерийской дивизии в Дальневосточном военном округе (дивизия занимала укреплённый район на острове Кунашир). С августа 1953 — заместитель командира 22-й стрелковой дивизии этого округа (Петропавловск-Камчатский). В июне 1954 года переведён заместителем командира 203-й стрелковой дивизии (вскоре переименована в 30-ю стрелковую дивизию) Туркестанского военного округа, штаб которой находился в Алма-Ате. Одновременно с 1954 по 1955 годы являлся начальником Алма-Атинского гарнизона.
В декабре 1955 года полковник В. М. Штриголь уволен в запас. Жил в Алма-Ате. Работал на машиностроительном заводе имени С. М. Кирова.
Умер 3 января 1965 года, похоронен на Центральном кладбище Алма-Аты.

## Награды
- Герой Советского Союза (Указ Президиума Верховного Совета СССР от 19 марта 1944 года);
- два ордена Ленина (19.03.1944, 20.04.1953);
- четыре ордена Красного Знамени (6.04.1943[5], 24.08.1943[6], 6.11.1947, 5.11.1954);
- орден Александра Невского (20.03.1944);
- орден Красной Звезды (21.02.1945);
- медаль «За оборону Сталинграда»[7];
- другие медали СССР.

## Память
Мемориальная доска установлена на здании машиностроительного завода имени Кирова в городе Алма-Ата, где работал В. М. Штриголь.